# فقد الذاكرة الرجعي
فقد الذاكرة الرجعي أو فقدان الذاكرة الرجعي أو فقدان الذاكرة التراجعي (بالإنجليزية:Retrograde amnesia) هو فقدان قدرة الوصول إلى ذكريات الأحداث التي وقعت، أو المعلومات التي تم تعلمها، قبل الحدث الذي أدى للإصابة بالمرض.
ويكون بسبب تأثير سلبي على الذاكرة العرضية وذاكرة السيرة الذاتية والذاكرة الصريحة مع الاحتفاظ بالذاكرة الإجرائية سليمة دون أي صعوبة في تعلم معرفة جديدة، أو تكوين ذكريات جديدة طويلة الأمد. يمكن تصنيف فقدان الذاكرة الرجعي إلى رجعي مؤقت أو دائم استنادًا إلى شدة الإصابة وعادةً ما يطبق عليه قانون ريبوت؛ حيث قد تكون القدرة على استعادة الذكريات البعيدة أكثر سهولة من استعادة الذكريات القريبة من زمن الحادث. يمكن أن يكون نوع المعلومات التي يتم نسيانها محددًا للغاية، مثل حدث واحد، أو أكثر عمومية، يشبه فقدان الذاكرة العام. لا ينبغي الخلط بينه وبين فقدان الذاكرة التقدمي ، الذي يتعامل مع عدم القدرة على تكوين ذكريات جديدة بعد الحادثة المسببة للمرض.
يعتبر الحصين أهم مناطق الدماغ المرتبطة بدمج الذكريات، أثناء عملية الدمج يعمل الحصين كأداة وسيطة تعمل على تخزين المعلومات الجديدة بسرعة حتى يتم نقلها إلى القشرة المخية الحديثة لتخزينها على المدى الطويل، كما أن الفص الصدغي الذي يحتوي بداخله على الحصين والقشر المحيطة به، له علاقة تبادلية مع القشرة المخية الحديثة. الفص الصدغي مطلوب بشكل مؤقت عند دمج معلومات جديدة؛ لكن عندما تصبح العملية التعليمية أقوى ، تصبح القشرة المخية الحديثة أكثر استقلالاً عن الفص الصدغي.

## الأسباب
من أسباب حدوث فقد الذاكرة الرجعي: الإصابات الدماغية الرضحية أو حدوث واقعة مؤلمة وهو ما يسمى فقدان الذاكرة نفسي المنشأ، أو حدوث عدوى تتجاوز الحاجز الدموي الدماغي الذي قد يؤدي لتلف دماغي و التهاب الدماغ،أو قد يحدث بسبب جراحة تتسبب في اعتلال بعض أجزاء الدماغ المهمة في تكوين الذاكرة، وقد يسبب العلاج بالصدمات الكهربائية فقدان الذاكرة الرجعي . كما تم العثور على فقد الذاكرة الرجعي عند المرضى المدمنين للكحول والمصابون بمتلازمة كورساكوف.

## إعادة التأهيل
لا يمكن الجزم بوجود علاج فعلي للمرض، إلا أن تعريض المريض على تجارب ومعلومات من حياته السابقة، بما يسمى بعلاج التذكير، 
قد يكون مفيدا؛ على الرغم من أن نتائجه الإيجابية في استعادة الذاكرة غير مثبتة. لحسن الحظ قد يمكن استعادة الذاكرة كذلك باستخدام الانتعاش التلقائي واللدونة العصبية.